# Sened
|  | Per a altres significats, vegeu «Sened (desambiguació)». |

Sened fou un faraó de la dinastia II de l'antic Egipte, situat el cinquè a les llistes. Va succeir a Weneg o Wadjnes.
El seu nom Nesut-biti fou Sened i està constatat a les llistes de Saqqara, a les llistes del temple de Seti I a Abidos i al papir de Torí amb poca variació (Senedi, Sened, Sendji). El seu nom, es creu que es tradueix per 'el que fa por'. El nom grec que li donà Manethó és Sethenes.
El seu nom nestu-biti consta també al papir de Berlín, en una estatueta de bronze (S-n-d), a les galeries de la tomba de Ninetjer i en alguna altra mastaba, i al temple funerari de Khaefra a Guiza. No consta, igual que de Weneg, cap troballa a l'Alt Egipte. Només una troballa hi és contemporània (la de Guiza).
Com que només s'ha trobat el seu nom al Baix Egipte, se suposa que Weneg i Sened foren successors de Ninetjer en aquesta part (amb la possibilitat d'un faraó anomenat Za, abans o després). En aquesta hipòtesi, seria contemporani de Sekhemib o de Peribsen.
El seu regnat no degué ser molt llarg, entre 4 i 10 anys, segons pensen els erudits. Manethó, però, diu que va regnar 41 anys.
Segons el papir de Torí, va morir als 70 anys. La tomba de Sened no s'ha trobat. Sembla que podria estar a les galeries de l'oest del complex funerari de Djoser a Saqqara. En les referències de l'encarregat del seu culte, se suggereix que està a Saqqara. En cas d'haver regnat 40 anys, es tractaria d'un gran complex que ja hauria estat descobert, així que la seva tomba deu ser de reduïdes dimensions, per la qual cosa va haver de ser un regnat curt.
Els seus successors no són massa clars, ja que les tres fonts no es posen d'acord. El més probable és Nubnefer.